# 中秋节

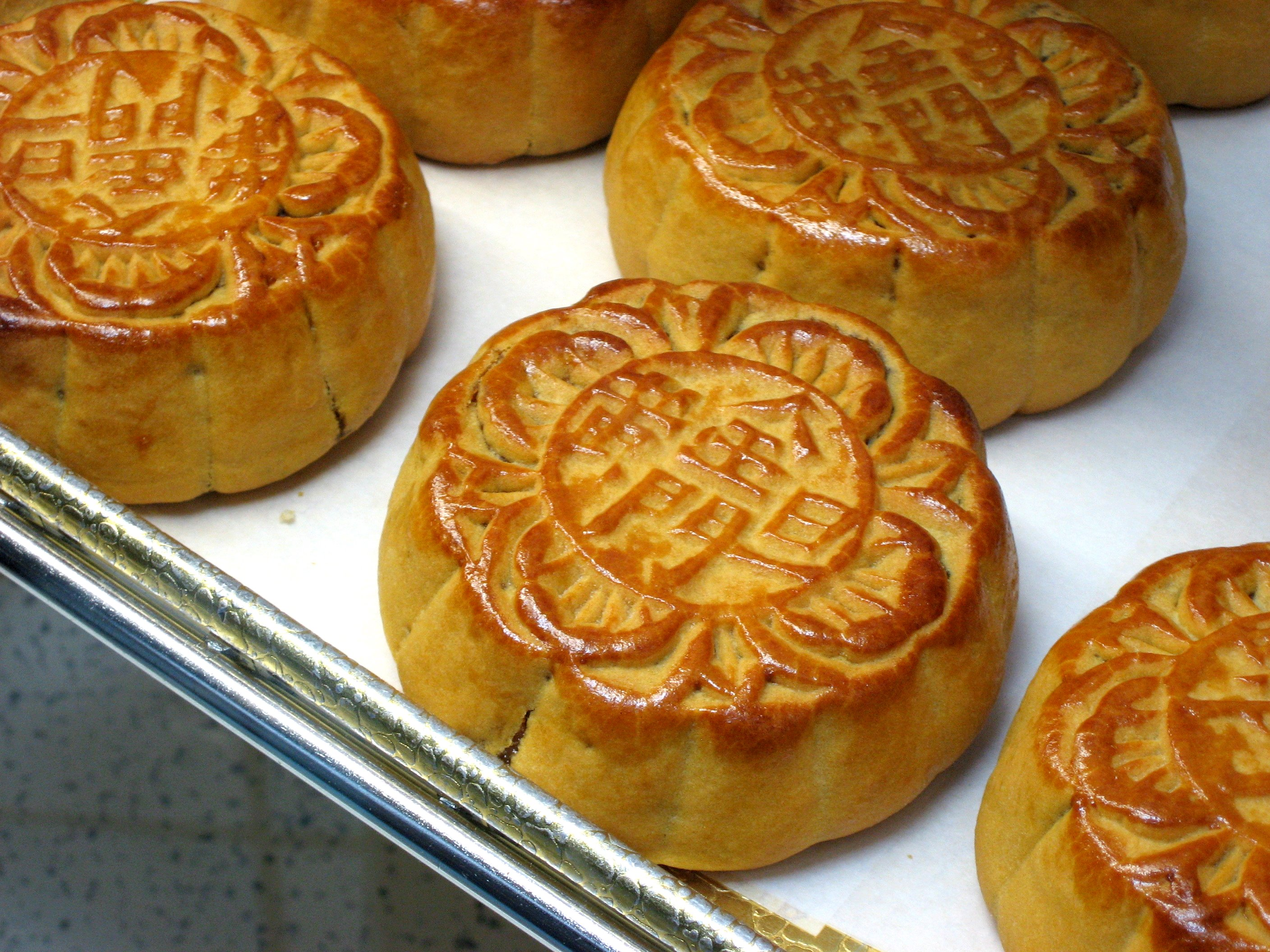
月餅是華人、越南人、琉球人的中秋節食品

中秋節是漢字文化圈的重要傳統節日，起源於中國，為每年的農曆八月十五，一般在公曆的9月初至10月初。中秋節也是東亞和東南亞一些國家尤其是當地華人的傳統節日。農曆八月為秋季的第二個月，在中國古代稱為仲秋或中秋，中秋節不但位於秋三月之第二個月，日期亦在該月之十五日，這可能是取名為中秋節的原因。中秋節又稱為八月節、八月半、月夕、月節、 十五夜，是漢族的傳統節日之一。

## 起源
中秋一詞最早出現于《周禮》，讀為仲秋，指的是農曆八月。該段落記載在農曆八月，樂官會在晚上擊土鼓、吹《豳》詩，迎接天氣變寒。中秋用於指中秋節，則遲至唐朝，如劉禹錫《奉和中書崔舍人八月十五日夜玩月二十韻》：「暮景中秋爽，陰靈既望圓」。
《大戴禮記》和賈誼《新書》記載「三代之禮，天子春朝朝日，秋暮夕月」，「朝日、夕月」即是古代天子祭拜日、月的活動。據《通典》，天子是在「春分朝日，秋分夕月」。雖然祭月的習俗遠至周代，賞月、翫月的記載見於劉宋，不過成書於南北朝的《荊楚歲時記》沒有中秋習俗的記載，因此中秋節可能遲至唐朝才興起。
唐朝文人歐陽詹在《翫月詩序》中，解釋了當時中秋賞月的習俗，他說賞月要秋天，因為冬天太冷，夏天又悶熱多雲，秋高氣爽，最為舒適。八月十五日夜晚，更是仲秋之月，不太熱也不太冷，十五日是月圓之日，最適宜賞月。北宋《東京夢華錄》記載：「中秋夜，貴家結飾台榭，民間爭佔酒樓翫月」，顯示宋代時中秋夜已相當熱鬧，並且會祭拜月亮，《醉翁談錄》：「傾城人家子女，不以貧富，自能行至十二三，皆以成人之服服飾之。登樓，或於中庭焚香拜月，各有所期」。明清時期中秋賞月為全家團圓的日子。《正德江宁县志》载：“中秋夜，南京人必赏月，合家赏月称為‘庆团圆’，团坐聚饮稱為‘圆月’，出游待市称為‘走月’”。
中秋節也是農作物收穫的時節，秋社日和中秋節相近。有民俗學家認為，中秋祭月是源於慶祝秋季豐收，同時也會祭拜土地神，是一個感謝神恩的節日，因此屬於豐收節。此外，關於中秋節由來的傳說還有東亞各地皆有的月兔傳說、中國地區的嫦娥奔月、越南的阿貴傳說等等。中国裴寂在八月十五日征討隋兵的傳說，皆是近代才盛行者。

## 中秋习俗

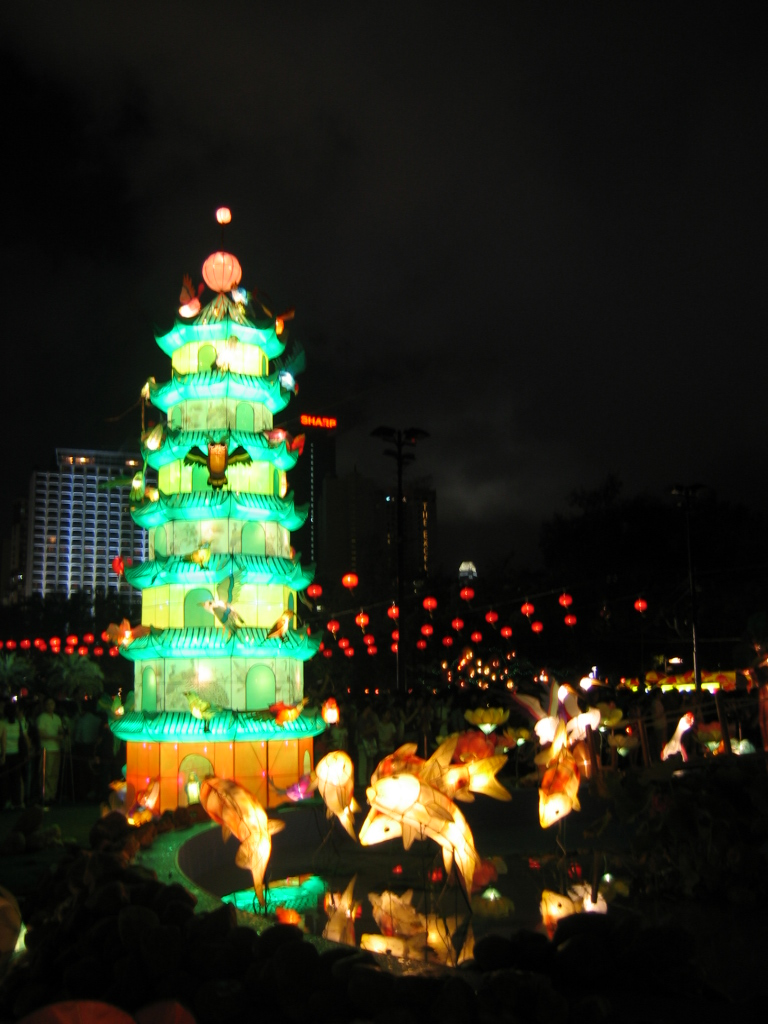
香港維多利亞公園的花燈（2005年）

中秋節在各地雖然發展出不同習俗，但有些習俗是各地皆有的。赏月是各地中秋节的传统活動之一，賞月、翫月的記載見於劉宋，但似尚未形成固定的日期。至唐宋时期，中秋赏月之风大盛。
中秋節也是一家團圓的日子，人們都會回到家中一起吃飯、團聚，並且會祭祖，感謝祖先庇佑。也會吃特定的食品，不少都與月亮、團圓有關，這些食品同時也是祭月的祭品，如華人（漢族）都有吃月餅的習俗此外，時令的水果和其他農作物如楊桃、柚子、芋头、栗子、菱角、梨子、柿子等，在農耕社會中是農民秋季的收穫，也是中秋節的食品和祭品。中國南方和越南還有提燈籠的習俗，有些地區還會舉辦大型的綵燈會。這個習俗也隨著早期移民南下而流傳到新加坡、馬來西亞等東南亞華人地區。日本人（大和族）則會吃月見糰子，部份地區會煎太陽蛋，月餅、月光餅、月見糰子、太陽蛋都呈圓形，代表滿月，朝鮮民族所吃的是半月形的松片，象徵月亮由虧轉盈。

## 各地及各民族特有習俗

### 華人

#### 新馬地區

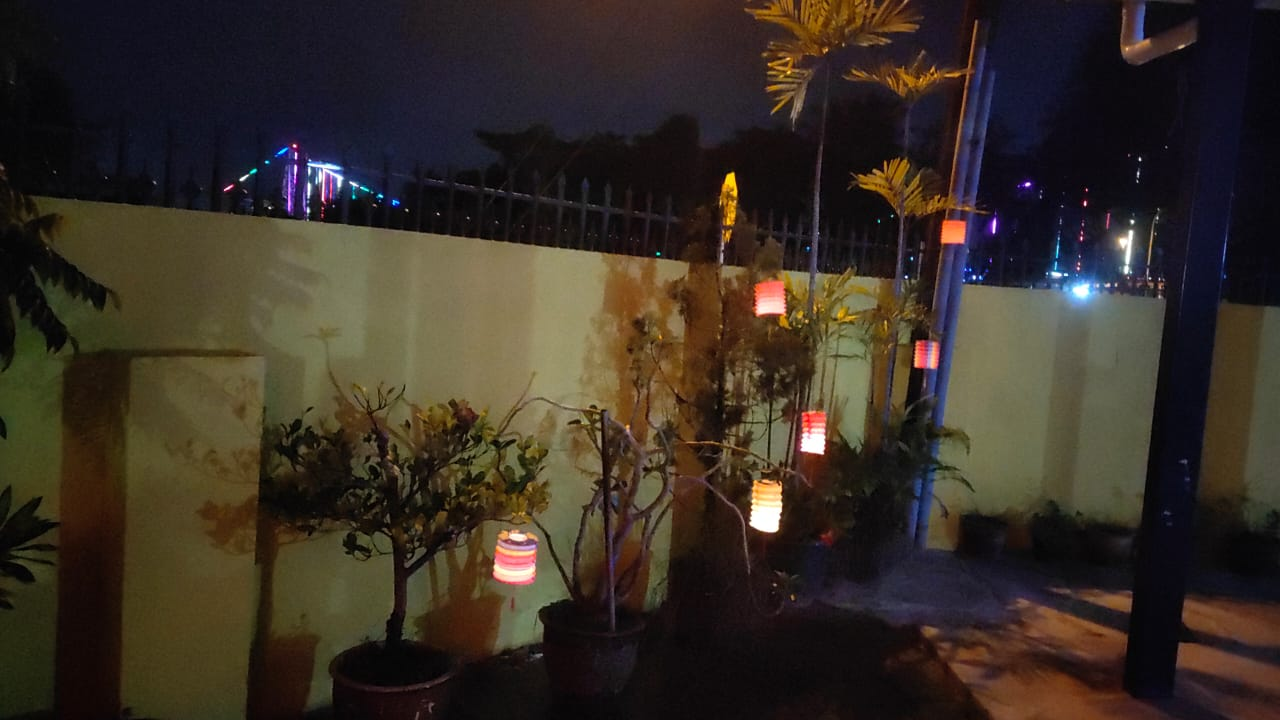
馬來西亞華人在中秋節晚上掛置在盆栽的燈籠。

新加坡與馬來西亞的中秋節的日期是位於農曆八月十五日。由於自晚清至上世紀50年代初中國人下南洋謀生的原因，因此中秋節的日期也與農曆雷同。中秋節也是新馬地區華人的傳統節日之一。在中秋節當天，當地華人會返回家鄉與家人聚會吃團圓飯。其中習俗有「賞月」和「提燈籠」，另外也包括了猜燈謎和中秋園遊會的活動。由於新馬地區華人有著不同的民系，其中亦有閩南泉漳民系、潮州民系、客家民系、廣府民系、海南民系，因此在習俗上各有不同。

### 中國大陸
在內地南方許多地區（如江西吉安、廣東潮州地區與四邑地區、福建福州與泉州晉江）保留着燒塔的習俗。一般於農曆八月十五日當天或此前的若干天晚上舉行，多為青少年參與。
在福州，中秋節又稱「做十五」。在農曆八月十五日這天，福州人除了會供地主和祖宗以及神明以外，當天還會有排塔、撿月華、食鯉魚餅的風俗。
在廈門，中秋節有中秋博餅之習俗。内容是投掷六粒骰子，利用结果的组合来决定参与者的奖品。始於清初，是鄭成功屯兵駐兵時為解士兵的中秋相思之情、激勵鼓舞士氣而發明的。
而在湖南与贵州，流传着“偷吃”的风俗习惯。每到中秋节之时，家家户户都会把前门、后门半开着，任由他人进户拿取食物，且食物被“偷吃”得越多，主人越高兴。
四川民众在中秋节除了吃月饼之外，还要“打粑”、杀鸭子、吃麻饼、蜜饼。有的地方会点亮桔灯，悬挂在门口；也会有儿童在柚子上插满香，在街头挥舞，这种习俗被称为“舞流星香球”。
在湖北等地过中秋节的习俗是人们要在中秋节前的约半个月开始送礼。按照中华传统习俗，晚辈必须要看望长辈，给长辈送礼，常见的礼物有月饼、红糖、肉等。中秋节当日的傍晚，是全家老少聚餐的时间，有的在家中准备盛宴，如果房屋带有庭院，则把餐桌搬到户外，吃完饭后吃月饼， 边吃边赏月。而现在更多人选择在酒店订座。湖北境内在中秋节有“杀鸭子”、“摸秋”、“拜月”等习俗。
在山西太原、晋中地区过中秋节时会有吃「月明扁食」的習俗，其形似月亮，饺子数量等同于该年阴历月份个数，即今年不闰月则12个，每多闰一个阴历月则加一个。
在宁波，中秋节通常在农历八月十六度过，相传为纪念南宋丞相史浩母亲的寿诞，或另有说法为史浩骑马回家乡过中秋节的途中，因所骑之马受伤留宿绍兴，赶回家乡已是八月十六，而百姓皆等史浩归来才过节。

#### 香港
香港中秋節和其他地方其中一個不同之處，是中秋假期定於中秋節翌日（中秋節後的一天），這個改動於1968年9月起推行，並維持至今，原因是中秋節的節慶活動如賞月、中秋節晚會及彩燈會等，都是在中秋節當日的晚間進行，如在翌日放假，因為明早不用上班或上學，這些節慶活動便可更晚結束，晚了回家也可以晚點起床，故此港英政府將一天的中秋假期改為（農曆八月十六日）放假，雖然中秋節當天自此不是假日，但是除了必須維持的公共服務、餐飲及零售業外，大部分企業在當日下午都會安排員工提早下班，學校也不會編排傍晚的課堂及活動，方便員工及學生提早回家與家人和朋友歡度節日。香港以前流行在中秋節煲蠟，但現在於公共地方進行這類活動已經被禁止。

#### 澳門
根據第7/2008號法律《勞動關係法》規定，中秋假期定於中秋節翌日（中秋節後的一天）為強制性假日。在每年的中秋夜，市政署（前身為民政總署）於盧廉若公園舉行中秋晚會，設有攤位遊戲、競猜燈謎、品嘗節慶食品等活動。澳門科學館在每年中秋夜於館外海堤舉行「中秋賞月」活動，設有多座天文望遠鏡讓公眾賞月，亦會安排科普講解員介紹與月亮相關的科普知識及設置天文遊戲體驗區。文化局於中秋夜將部分藝術及文化遺產特色建築或各個歷史片區延長開放時間，更於建築以及各片區的周邊或範圍內舉行音樂會、工作坊、展覽、市集及攤位遊戲等。澳門國際煙花比賽匯演在每年中秋夜上演（部分年次除外）兩場煙花演出；而在2020年中華人民共和國國慶日與中秋節當天重疊，但受條件限制因素影響，澳門聯同橫琴兩地改為共同舉辦月满琴澳国庆烟花表演。

### 臺灣

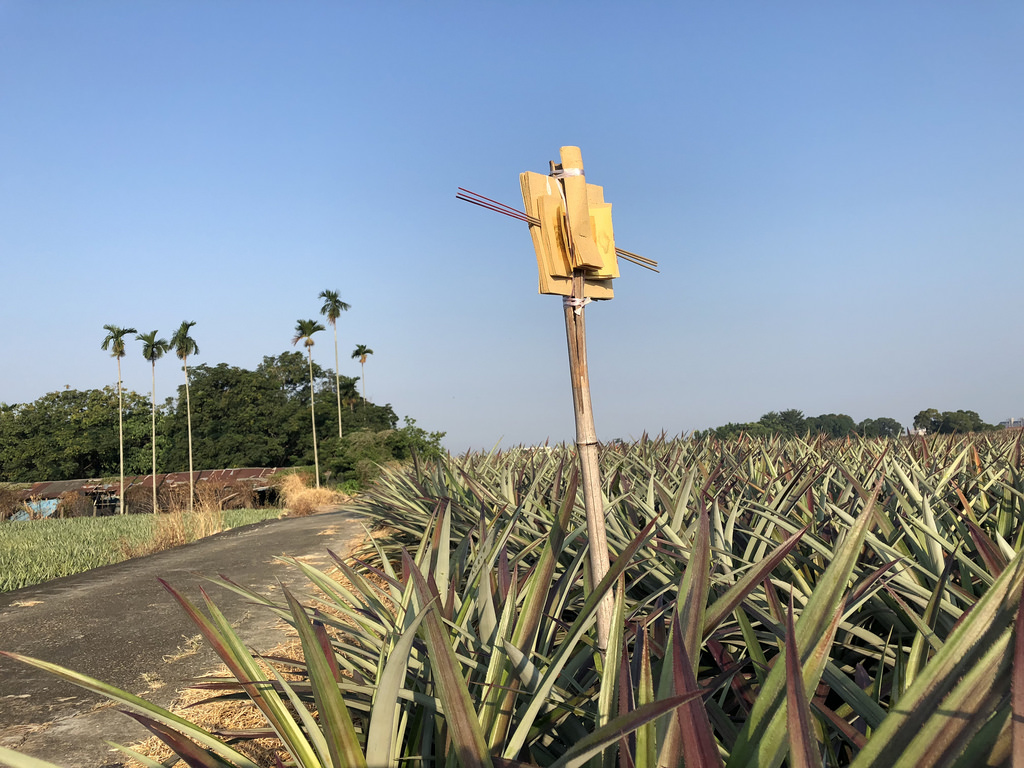
在嘉義民雄的鳳梨田旁的土地公拐，中秋節後民間感謝土地神，而將金紙和線香包在竹杖上的祈福儀式。

在臺灣，一般以八月十五日祭拜土地神。除了吃月餅、柚子和賞月，高雄美濃的客家人於中秋節宰食水鴨公，宜蘭還吃一種以麵粉製成，中間抹上黑糖烘焙而成的「菜餅」；南部地區也有在中秋節吃麻糬及火鍋的習俗。
臺灣從1980年代因為萬家香醬園的廣告台詞口號「一家烤肉萬家香」而開始盛行中秋節烤肉，中秋節前後普遍於晚間在戶外或住家門口烤肉，親友通常利用此時團聚並施放煙火慶祝中秋。

#### 台灣連江縣馬祖
連江縣南竿鄉仁愛村（鐵板村）在中秋時堆磚成塔，各家戶準備可燃之廢棄物於塔中（寓為除舊迎新），塔上留孔以便投入火種，能投中者視為吉祥好運，又稱「燒塔節」，此傳統在中國福建閩都一帶已傳承百年，古屬福州府地區的馬祖便有此中秋禮俗。

### 朝鮮半島

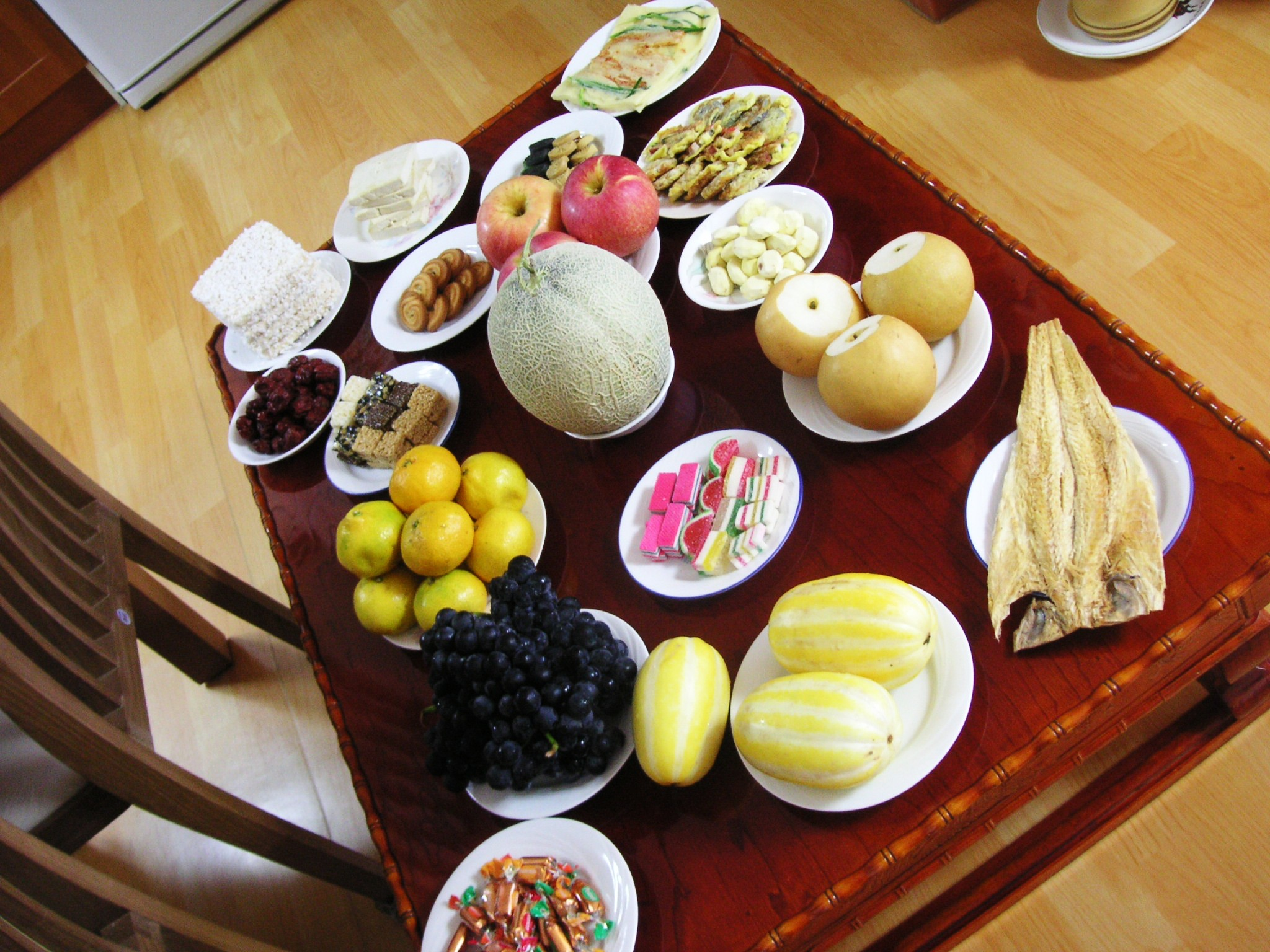
朝鲜中秋食品

韓語稱“秋夕（：／）”、“仲秋節（：／）”或“嘉俳日（：／）”，是朝鮮半島最重要的其中一個傳統節日。人們會去掃墓，並用新收穫的穀物和果實祭祀先祖；他們也會回鄉探親還有向親朋戚友送禮，所以英文亦把韩国的中秋節叫做“韩国感恩節”（Korean Thanksgiving Day）。

### 日本

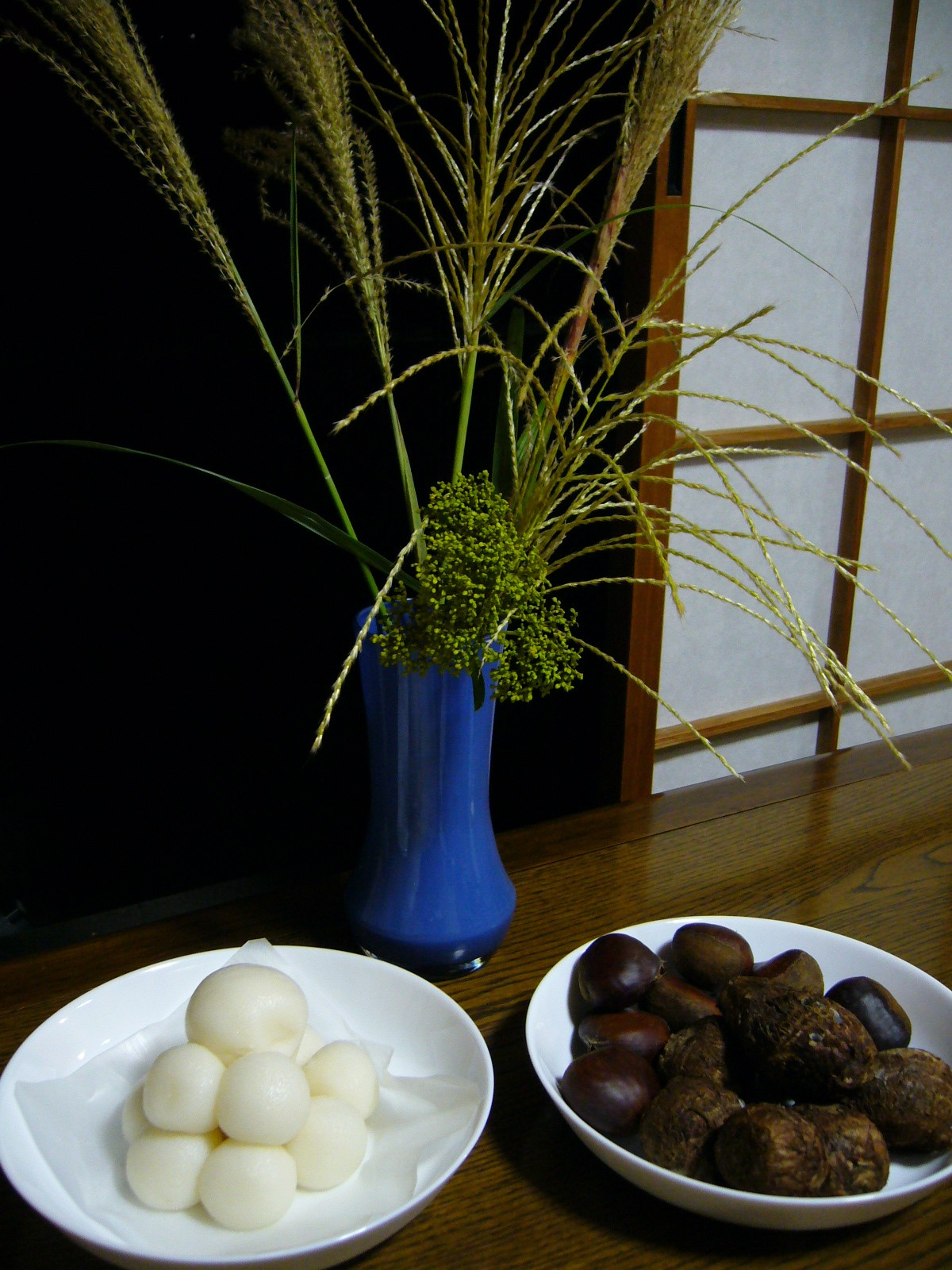
日本中秋節陳列的食品

日本的传统的中秋节被稱爲十五夜，与中国人在中秋节的时候吃月饼不同，日本人在赏月的时候吃江米团子，称为“月见团子”。由于这个时期正值各种作物的收获季节，为了对自然的恩惠表示感谢，日本人要举行各种庆祝活动。日本人也會賞月，稱之為「月見」（月見）（日语：／ Tsukimi ?），屋內會陳列賞月團子（日语：／ Tsukimi dango ?）、芒草（日语： Susuki ?）、芋（日语：／ Satoimo ?）等。
自1991年來則流行在中秋節前後吃麥當勞的月見漢堡。

#### 琉球
琉球的中秋又稱為十五夜，人們舉行祭祀，向神明感謝豐收，又會祭祖和參拜御嶽，除了祭祖、拜月外，還會祭灶，感謝灶君保佑一年內家中平安。會吃月餅和吹上餅（一種表面鋪上紅豆的米餅），也作為祭品。還有舞獅、拔河、上演村芝居等活動。在琉球國時代，琉球王府會在首里城舉行中秋之宴，現時則成為表演節目。

### 越南

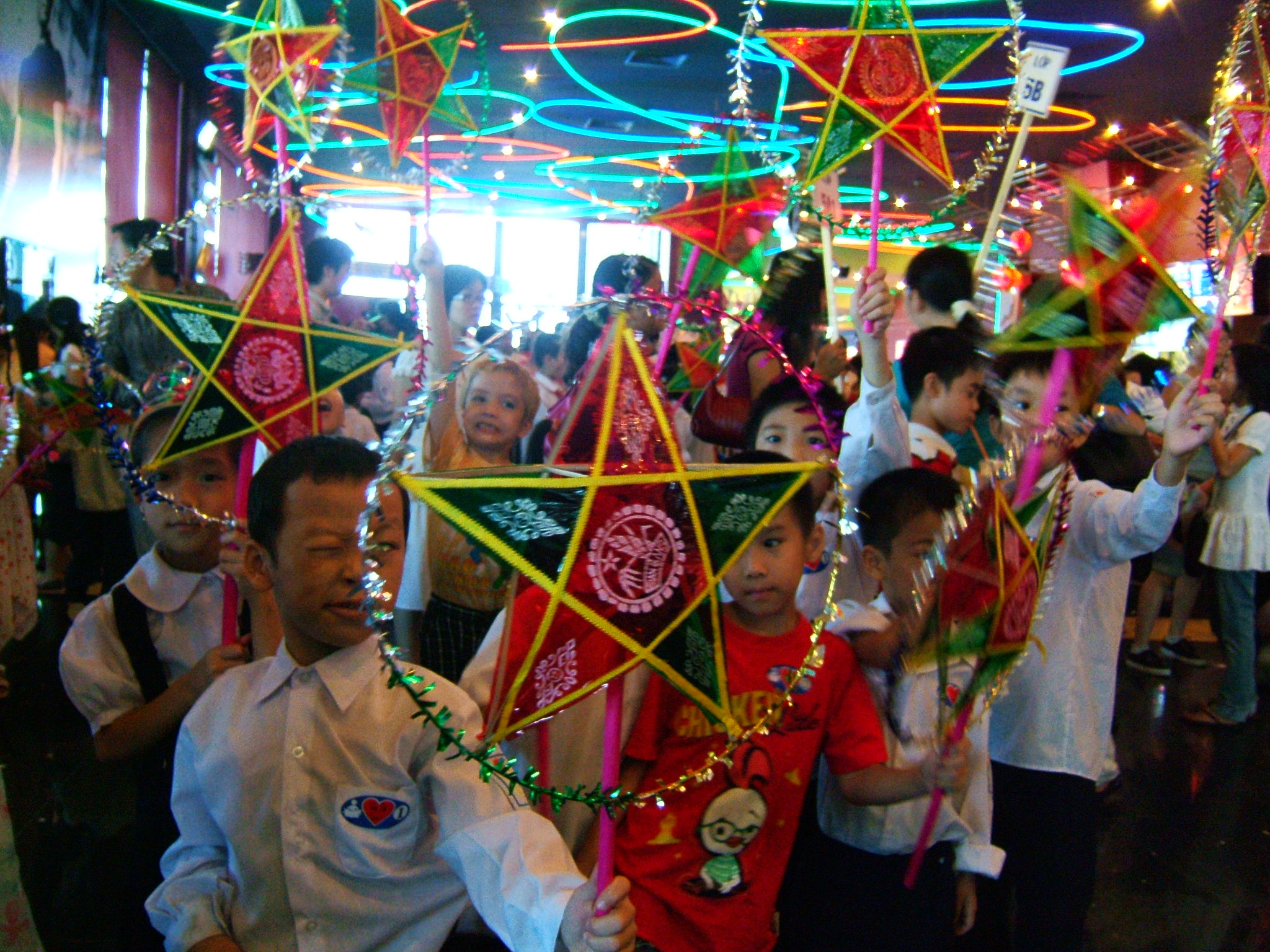
中秋节时的越南儿童们

越南人农历八月十五过中秋节（越南语：／*/?，此处使用的是喃音，為漢越音），也有人称其为「望月节」（越南语：／*/?）。中秋节也是越南儿童的一个节日。当晚，孩子们聆听关于阿貴傳說（越南语：／*/?）的传说，去看舞狮，有的还得到父亲给他买一个用来舞狮的狮子跟朋友们一起玩耍。 越南孩子在中秋夜均要提鲤鱼灯出游玩耍，还预示长大“跳龙门”之意。

## 公眾假期
- 中國大陸在2008年開始將中秋節列為法定假期，農曆八月十五日休假一天，如當天與周末重合，則在下周一補休一天。若中秋节与国庆节相连或紧邻，则一般国庆节与中秋节连休八天。
- 香港的中秋節为公眾假期，農曆八月十六日（中秋節翌日）休假一天。如果碰上星期日，則在星期一補一天假；如果碰上星期六則沒有補假。
- 澳門的中秋節为公眾假期，農曆八月十六日（中秋節翌日）休假一天。如果碰上星期六或星期日，則在星期一補一天假。
- 臺灣將中秋節列為國定假日，農曆八月十五日休假一天，若與周六、日重疊則另外補假，但若與周休假期僅相隔一工作日者，該工作日則調為假期（彈性放假），並擇前一星期六補班補課。[31]自2015年起，若遇周六於前一個上班日補假，遇周日於次一個上班日補假。[32]
- 韓國的中秋節（秋夕）為法定假期，農曆八月十四至八月十六日休假三天，若与周末重叠则补假一天。朝鮮則把中秋節當日列為法定假期。
- 在日本、越南、馬來西亞和新加坡，中秋節不是公共假期。

## 延伸阅读
[在维基数据编辑]
 《欽定古今圖書集成·曆象彙編·歲功典·中秋部》，出自陈梦雷《古今圖書集成》
 《欽定古今圖書集成·曆象彙編·歲功典·仲秋部》，出自陈梦雷《古今圖書集成》

## 外部連結
- 中秋月饼（页面存档备份，存于）
- 国家地理：中秋节（页面存档备份，存于）